# Cathédrale San Nicola de Bagnoregio
Pour les articles homonymes, voir Cathédrale San Nicola.
La cathédrale San Nicola est une église catholique romaine de Bagnoregio, en Italie. Il s'agit d'une cocathédrale du diocèse de Viterbe.